# Plaisentif
 (août 2023).
Si vous disposez d'ouvrages ou d'articles de référence ou si vous connaissez des sites web de qualité traitant du thème abordé ici, merci de compléter l'article en donnant les références utiles à sa vérifiabilité et en les liant à la section « Notes et références ».
Le Plaisentif ou Fromage aux Violettes est un fromage produit de l'agriculture non-intensive, qui est fabriqué en quantité limitée, conformément à des exigences de qualité et de traçabilité, dans les alpages du Val Cluson.

## Caractéristiques
Le Plaisentif est fabriqué avec le lait de première pâture[Quoi ?], fourni par les vaches lorsqu'elles gagnent, au mois de juin, les alpages. Les fleurs de printemps, notamment la Pensée des Alpes (Viola calcarata L.), encore appelée Pensée éperonnée, qui parsèment, à ce moment de l'année, les prés situés en altitude, donnent au lait un goût parfumé[réf. nécessaire].
Le Plaisentif est fabriqué à partir du lait entier et cru des deux traites, matinale et vespérale, des vaches. La tomme qui en est obtenue, est affinée quatre-vingts jours au moins et peut être commercialisée à partir du troisième dimanche de septembre.[réf. nécessaire]

## Histoire
Fabriqué dans le Val Cluson depuis la  fin du XVe siècle au moins, le Plaisentif était autrefois[Quand ?] un fromage de luxe dont le prix dépassait celui de la viande  de chevreau ou d'agneau (six sous pour une livre de Plaisentif alors que la viande en coûtait quatre). Les habitants du Val Cluson l'utilisaient comme présent pour se concilier les bonnes grâces des autorités du Dauphiné qui le prisaient jusqu'à interdire que l'on en offre à leurs rivaux employés du Duc de Savoie ou qu'on le vende aux sujets de ce dernier[réf. nécessaire].
Les paysans du Val Cluson avaient, en effet, l'habitude d'écouler une grande partie de leur production à Pignerol et dans le Marquisat de Saluces. Le don de ce fromage de choix constituait la méthode ordinaire qui permettait de convaincre les châtelains et les autres agents seigneuriaux de laisser des aubains[Qui ?] commercer dans leur juridiction[réf. nécessaire].
La fabrication du Plaisentif avait cessé, à une époque que l'on ne sait préciser et la recette a failli s'en perdre. Elle fut retrouvée, fortuitement, il y a quelques années[évasif], et a donné lieu à une démarche de re-fabrication encouragée par le Servizio Svilippo Montano, Rurale e Valorizzazione Produzioni Tipiche (Service du Développement Montagnard et Rural, et de la Mise en Valeur des Produits Typiques) de la [[Province de Turin|Province de Turin[réf. nécessaire]]].
Le Plaisentif est fabriqué à nouveau depuis 2003, grâce à [[Province de Turin|[réf. nécessaire]]] :
- L'initiative d'Ivanno Challier qui en fut l'expérimentateur, et des producteurs qui ont adhéré à la démarche de re-fabrication.
- Au soutien de la commune de Pragela, et de la Province de Turin.

## Production
Le Plaisentif est produit dans les alpages de Grand Puy, Balboutet, Plan de l'Alpe et Selleries. Sa maturation dure 80 jours. Les producteurs de Plaisentif sont réunis depuis 2007 dans l'Association des Producteurs de Plaisentif (Associazione Produttori Plaisentif) dont la commune de Perosa Argentina et l'association culturelle de Poggio Oddone.
La production annuelle de Plaisentif est de cinq cents tommes. Sa fabrication est surveillée par la Confraternita dei Cavalieri del Plaisentif (Confrérie des Chevaliers du Plaisentif).
La confrérie a notamment travaillé sur les dispositions qui permettent d'assurer l'authenticité du produit. Celui-ci a fait l'objet de recherches, conduites par les laboratoires des Universités de Turin et d'Asti, destinées à en faciliter la traçabilité. Les molécules, issues de la Pensée éperonnée, qu'il contient peuvent, en effet, servir de marqueurs de sa zone d'origine.
Le Sentiero del Plaisentif (Sentier du Plaisentif), autrefois nommé Sentiero Balcone degli Alpeggi (Sentier Balcon des Alpages) qui relie les hameaux de Chezal, Villardamond, Allevè, Rif, Grand Puy, Faussimagna, Colletto, Cerogne, Balboutet, Usseaux, Montagne d’Usseaux, Pequerel, Puy, Champfournier, Alpe Ors, et Gran Faetto, sur le territoire des communes de Pragela, d'Usseaux, de Fenestrelles et de Roure, permet aux promeneurs de visiter la zone de production du Plaisentif.

## Commercialisation
Les amateurs peuvent acquérir le Plaisentif, sous la forme de tommes millésimées et numérotées à la Fiera Del Plaisentif, qui se tient à Perosa Argentina, le troisième dimanche du mois de septembre, dans le cadre de l'animation culturelle Poggio Oddone Terra di Confine. Il est possible d'en acquérir aussi, en le réservant directement auprès des producteurs, soit à Usseaux (hameau de Balboutet) soit à Sestrières (hameau de Monterotta).
Le Parco naturale Orsiera - Rocciavrè (Parc Naturel Regional d'Orsiera Rocciavrè) organise, à fin du mois de septembre, sur l'alpage de Selleries, la Fête du Plaisentif.